# Nosorożec (skała)

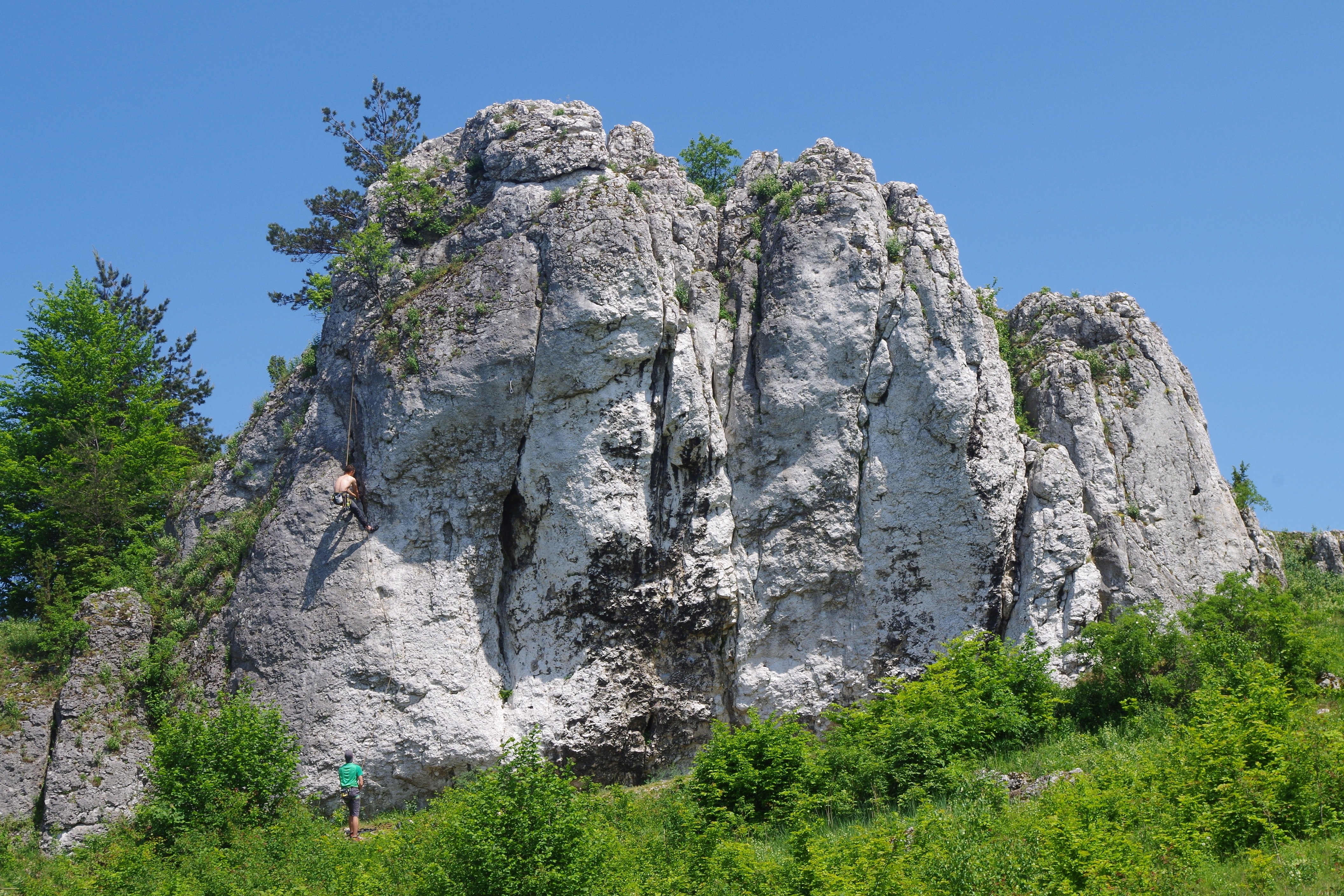
Nosorożec od południowego zachodu

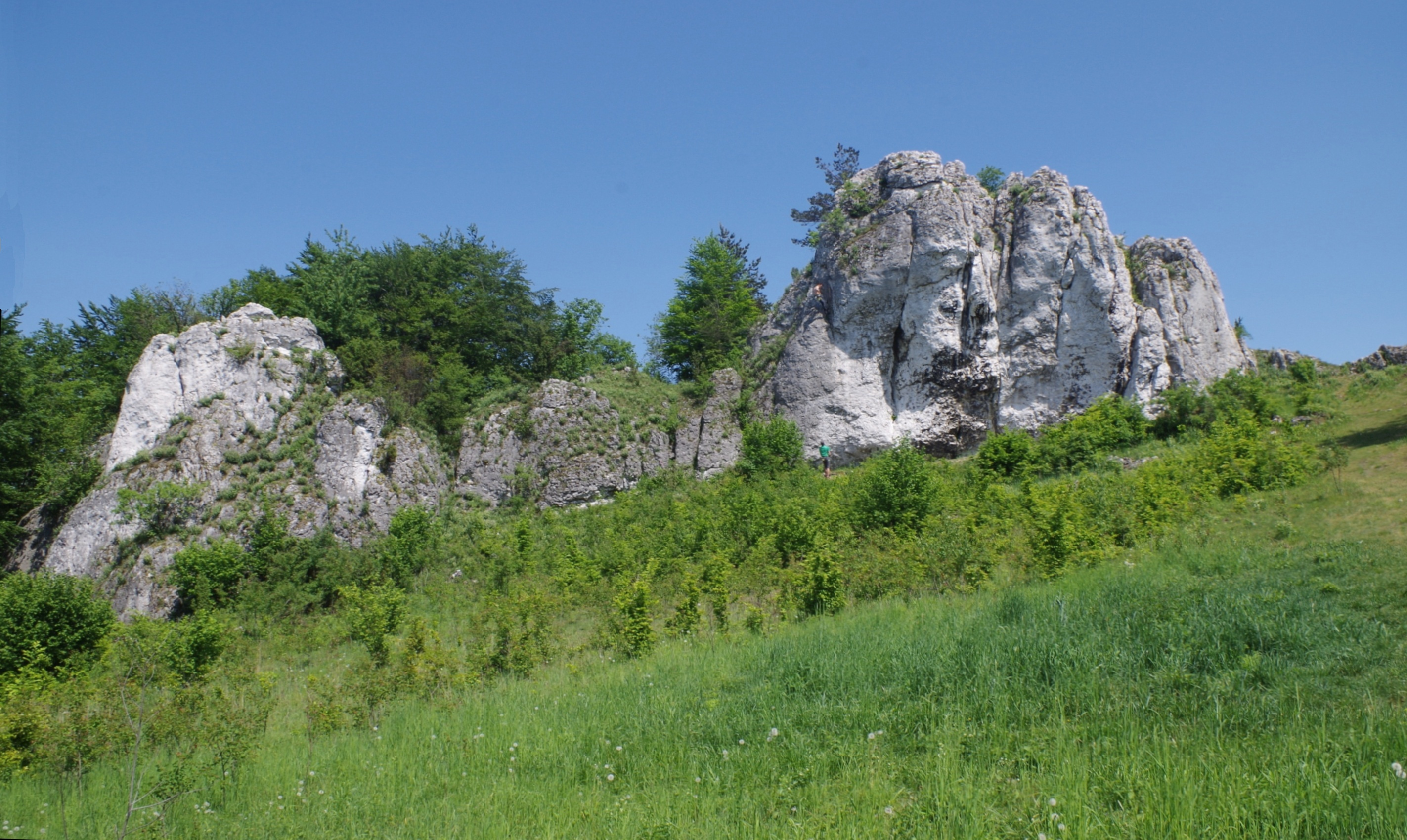
Tapir i Nosorożec (po prawej)

Nosorożec – skała na Wielkim Grochowcu w miejscowości Ryczów w województwie śląskim, w powiecie zawierciańskim, w gminie Ogrodzieniec. Należy do tzw. Ryczowskiego Mikroregionu Skałkowego na Wyżynie Częstochowskiej.
Nosorożec wraz ze skałą Tapir znajdują się na przedłużeniu północnej grzędy Wielkiego Grochowca. Oddalone są od siebie o około 20 m i połączone niską skalną grzędą. Znajdują się na terenie otwartym, ich ściany wspinaczkowe o wystawie zachodniej i południowo-zachodniej opadają na polanę, szczyt i północno-wschodnie zbocza porośnięte są krzewami. Obydwie skały są łatwo dostępne, znajdują się w odległości około 350 m od drogi z Ryczowa do Żelazka, na łąkach poza zabudowanym obszarem Ryczowa. Są popularnym celem wspinaczki.

## Drogi wspinaczkowe
Nosorożec zbudowany jest z wapieni, ma pionowe lub przewieszone, połogie ściany o wysokości 10–16 m. Występują w nim takie formacje skalne jak filar, komin i zacięcie. Wspinacze poprowadzili na nim 7 dróg wspinaczkowych o trudności od IV+ do VI.4 w skali trudności Kurtyki. Wszystkie mają zamontowane stałe punkty asekuracyjne: ringi (r) i stanowisko zjazdowe (st).

1. SS Das Reich; 6r + st, VI+, 15 m
2. SS Totenkopf; 5r + st, VI.1, 15 m
3. San Quentin; 5r + st, VI.4, 15 m
4. Pedal steel guitare; 5r + st, VI.3+/4, 14 m
5. Rupuni; 5r + st, VI.1+, 14 m
6. Kruche szczęście; 5r + st, VI.2+, 14 m
7. Prawo od szczęścia; 4r + st, IV+, 14 m[3].